# Irrawaddybulbyl
Irrawaddybulbyl (Pycnonotus blanfordi) är en fågel i familjen bulbyler inom ordningen tättingar.

## Utseende och läte
Irrawaddybulbylen är en färglöst brun bulbyl med streckade örontäckare. Den är mycket lik streckörad bulbyl, och fram tills nyligen behandlades de som en och samma art (se nedan). Irrawaddybulbylen är dock brunare med matt röda ögon, ej ljusgrå. Lätena är rätt omusikaliska, med olika tjattrande och tjirpande ljud.

## Utbredning och systematik
Fågeln förekommer i centrala och södra Myanmar. Fram tills nyligen inkluderades Pycnonotus conradi i blanfordi, och vissa gör det fortfarande.

## Status
Internationella naturvårdsunionen IUCN kategoriserar arten som livskraftig, men inkluderar conradi i bedömningen.

## Namn
Irrawaddy är en flod som mynnar ut i Myanmar. Tidigare kallades blanfordi öronstreckad eller streckörad bulbyl. Det senare namnet har flyttats över till conradi. Det vetenskapliga artnamnet blanfordi hedrar den engelska naturforskaren William Thomas Blanford.